# Castelli Romani

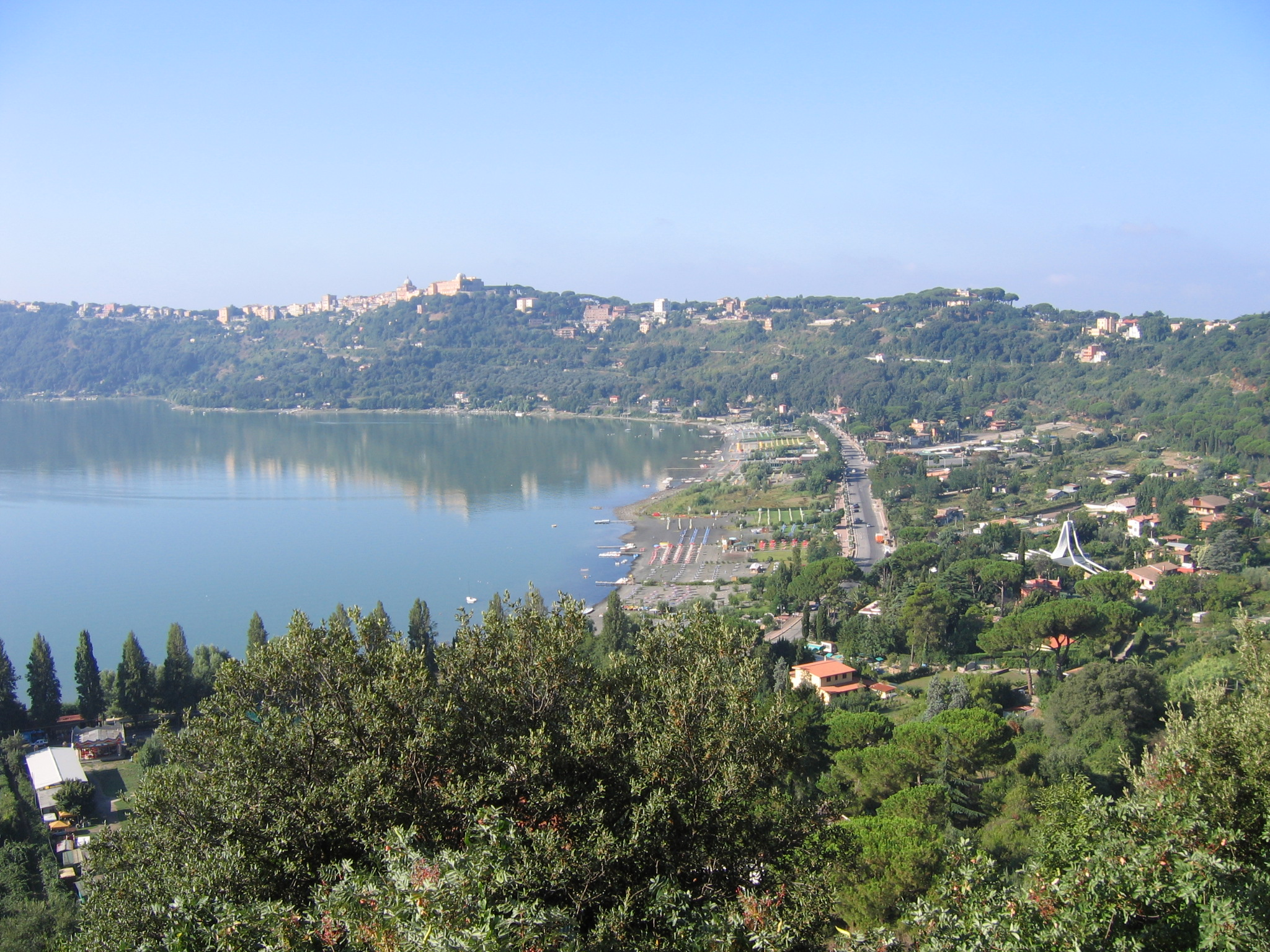
Castel Gandolfo e o lago Albano, na região dos Castelli Romani

Os Castelli Romani (em português:  "Castelos Romanos") formam um grupo de cidades na província de Roma, localizadas a uma curta distância no sudeste da cidade de Roma, aos pés das colinas Albanas, na região italiana do Lácio.
A região dos Castelli ocupa uma antiga e fértil área vulcânica que desde a Antiguidade permitiu a exploração de uma florescente agricultura. A antiga cratera é ocupada por dois lagos, o lago Nemi e o lago Albano.
Desde o tempo dos romanos, a região é frequentada pelos nobres de Roma por conta do seu clima agradável durante o verão: a tradição foi seguida pelos papas, os quais mantém uma residência de verão em Castel Gandolfo, no lago Albano.

## Comunidades
Localidades que constituem os Castelli Romani:
- Albano Laziale
- Arícia
- Castel Gandolfo
- Colonna
- Frascati
- Genzano di Roma
- Grottaferrata
- Lanúvio
- Lariano
- Marino
- Monte Compatri
- Monte Porzio Catone
- Nemi
- Rocca di Papa
- Rocca Priora
- Velletri

## Culinária
A região é famosa pela produção de vinho, incluindo o vinho branco de Frascati. Arícia é conhecida por sua porchetta (porco assado). Entre os biscoitos produzidos na região, estão os maritozzi.